# Rýzmburk (hrad, okres Náchod)
Rýzmburk (německy Riesenburg) je zřícenina hradu ve stejnojmenné osadě v katastrálním území Žernov u České Skalice v okrese Náchod v Královéhradeckém kraji. Pozůstatky hradu jsou chráněny jako kulturní památka.
Hrad byl založen nejspíš na začátku čtrnáctého století Albertem z Rýzmburka, jehož potomkům patřil až do první poloviny patnáctého století. Poté vystřídal několik majitelů, až jej roku 1534 koupil Jan z Perštejna. Od roku 1544 patřil Žehušickým z Nestajova a po nich pánům z Talmberka. V sedmnáctém století byl připojen k náchodskému panství, a přestal sloužit jako panské sídlo. Během třicetileté války byl poškozen vojáky. Od konce sedmnáctého století hrad sloužil jako zdroj kamene pro blízké stavby, a změnil se ve zříceninu. Dochovaly se z něj terénní relikty opevnění a nevýrazné fragmenty zdiva.

## Historie
První písemná zmínka o Rýzmburku pochází z roku 1319. Za zakladatele hradu je považován Albert z Rýzmburka, který byl v letech 1319–1346 jeho prvním známým majitelem a který padl v bitvě u Kresčaku. V roce 1355 byl pánem hradu Děpolt z Rýzmburka, ale o tři roky později alespoň část hradu patřila Peškovi a Mladotovi ze Stračkova. Dalším dědicem Rýzmburka se stal Tas z Rýzmburka, který působil jako kanovník v Jaroměři, a hrad proto roku 1395 přenechal svému synovci Benešovi z Rýzmburka. Ten roku 1417 na hradě, přilehlém poplužním dvoře a městečku Žernovu zapsal věno ve výši 250 kop grošů své manželce Anně a krátce poté zemřel.
Během husitských válek dostal Rýzmburk od císaře Zikmunda Oldřich z Černčic, zmiňovaný jako jeho majitel v letech 1426 a 1427. Po něm hrad přešel na Arnošta z Kácova. Po bitvě u Lipan se hrad vrátil Benešovi z Rýzmburka. Když zemřel, zdědila Rýzmburk jeho manželka Anna a po její smrti připadl hrad jako odúmrť panovníkovi. Roku 1456 o majetek po zemřelé Anně požádal Jan Zajíc z Hazmburka. Jeho snaze se snažil zabránit Beneš z Rýzmburka, ale roku 1463 král Jiří z Poděbrad Janu Zajícovi vyhověl.
Jan Zajíc hrad v roce 1487 prodal Jindřichovi z Minsterberka. Jindřich byl poručníkem dětí Jana z Adršpachu a Náchoda, a roku 1502 Rýzmburk postoupil Janovu synovi Petrovi z Dubé a Adršpachu. Petr z hradu učinil své sídlo, ale jako špatný hospodář brzy musel prodávat některé vesnice z jeho panství. Aby ochránil zbývající majetek, přepsal roku 1508 hrad, městečko Úpici, Žernov, Červenou Horu a další vesnice na manželku Elišku ze Smiřic a jejich děti. Kromě toho zastavil své dědičné panství Litoboř. Přesto nedokázal majetek udržet, a nakonec jej musel zastavit největším věřitelům, kterými byli Zdeněk Lev z Rožmitálu a Jan Krušina z Lichtenburka.
Petr ani jeho dědicové nedokázali zástavu nikdy vyplatit, a proto ji Zdeněk Lev a Jan Krušina roku 1534 prodali za 5 950 kop grošů Janovi z Perštejna. K dotyčnému majetku patřily kromě Rýzmburka také Skály, zříceniny hradů Adršpach, Střmen, Bystrý, Červená hora, pustá tvrz Ratibořice, městečka Žernov, Červená Hora, Stárkov, vsi Olešnice, Víska, Lhoty, Všeliby, Řešetova Lhota, Ratibořice, Světlá, Litoboř, Chlístov, Hořičky, Křižanov, Libnětov, Heřmánky, Bystré, Vernířovice, Studnice, Janovice, Zdoňov, Dolní Adršpach, Horní Adršpach, Teplice nad Metují, Nová Ves a pusté vsi Stračkovice, Hodkovice, Jívka, Chlívce, Výrov, Stolín a Mstětín. Podle Tomáše Šimka však hrad získal Jan z Pernštejna dědictvím po sestře Petra z Dubé a Adršpachu, která se provdala za Janova otce Viléma z Perštejna.
Za Jana z Pernštejna nepotřebná panská sídla na rýzmburském panství zpustla. Jan nakonec roku 1544 prodal rýzmburské a skalské panství prodal Bernardovi Žehušickému z Nestajova za 6 050 kop grošů. Bernard prodal Tupadly a přestěhoval se na Rýzmburk, který nechal obnovit. Zemřel bezdětný v roce 1563 a majetek po něm zdědil strýc Jan Žehušický z Nestajova, který zemřel roku 1564. Všechny jeho statky přešly na Hertvíka Žehušického z Nestajova. Hertvík se svou manželkou Bohunkou, rozenou z Hustířan, sídlil obvykle na Svojanově, ale příležitostně využíval také Rýzmburk.
Hervík zemřel v roce 1578 nebo 1579 a majetek zdědila vdova Bohunka. Neměl mužského dědice, a proto o jeho statky projevil zájem jaké Jan Chuchelský z Nestajova, Hertvíkovy sestry Magdaléna, Alžběta a Ludmila. Dne 6. dubna 1576 proto pozůstalí uzavřeli smlouvu, podle níž Rýzmburk připadl Magdaléně, Alžbětě a Ludmile. Tomáš Šimek uvedl, že dotyčné sestry nebyly sestrami Hertvíka, ale vdovy Bohunky. Aby zaplatily dluhy, musely sestry odprodat některé části panství (Skály, Adršpach, Řešetova Lhota, Velký Třebešov, Heřmanice, Hořičky ad.). Zbytek si rozdělily a Rýzmburk připadl Magdaléně, manželce Adama Úlibského z Újezdce a z Kounic.
Magdaléna nehospodařila dobře. Většinu vesnic panství rozprodala, takže k Rýzmburku nakonec patřil jen pivovar, poplužní dvůr, mlýn, pila, olejna, obora, městečka Žernov a Červená Hora a vsi Všeliby, Stolín, Mstětín, Víska a Olešnice. Roku 1589 je postoupila Bedřichovi z Újezdce a z Kounic a na Kamenici, který na tomto majetku zapsal podíl ve výši 9 500 kop míšeňských grošů manželce Anně z Kounic. Ani on nedokázal majetek udržet a roku 1595 jej prodal Vilémovi z Talmberka.
Vilém se stal posledním pánem, který na hradě bydlel. Po jeho smrti panství převzal bratr Jan z Talmberka seděním na Smilkově a 12. dubna 1601 je prodal Zikmundovi ze Smiřic za 8 000 kop českých grošů. Od té doby nebyl Rýzmburk udržován a v roce 1628 byl při připojení k náchodskému panství popsán jako pustý.
Během třicetileté války v roce 1634 hrad vyplenilo císařské vojsko a roku 1641 Švédové. Na konci sedmnáctého století byl opuštěný hrad rozebírán na stavební kámen použitý při výstavbě blízkého hospodářského dvora a v letech 1705–1708 sloužil jako zdroj kamene při stavbě ratibořického zámku. V roce 1798 nechal vévoda Petr Biron ve zřícenině postavit altán. Rozebírání zdiva pokračovalo i po roce 1848.

## Archeologie
V Muzeu východních Čech je uložen soubor kovových předmětů nalezených na západním svahu pod hradem v letech 1994 a 1995. Už předtím byly na hradě nalezeny zlomky renesančních glazovaných kachlů a jiné keramiky. K nejčastějším kovovým nálezům patří různé druhy stavebního kování, především hřebíků. Některé z nich dokládají využití šindelů jako střešní krytiny. Z militárií byly nalezeny jen hrot šípu do luku a fragmenty zbroje ze čtrnáctého až počátku patnáctého století. Mezi dalšími nalezené předměty patří nože, břitva, pant z menšího nábytku nebo drobný klíč z pružinového zámku.

## Stavební podoba
Hrad byl založen na okraji opukové plošiny nad levým břehem Úpy. Původně měl dvě části, ale předhradí se nedochovalo. Čelní stranu hradního jádra chránily dva příkopy, mezi kterými se nachází částečně dochovaný val. Na severovýchodní straně val ukončují drobné zbytky zdiva, které by mohly být pozůstatkem bašty. Západní konec druhého příkopu uzavírá trojpodlažní budova, která je pravděpodobně novověkého původu a souvisí nejspíše s hospodářským provozem hradu (snad s pivovarem). V přízemí obsahuje trojici místností, ale horní podlaží jsou jednoprostorová. Všechny místnosti byly zaklenuté valenou klenbou. Uvnitř vlastního jádra stála podél severní strany zástavba dochovaná v podobě drobných zbytků zdiva suterénních prostor se stopami po valených klenbách. Na protější vstupní straně mohly stát další budovy, nebo se zde nacházela hradba chráněná parkánem.
Přesnější rekonstrukce podoby hradu není možná. Pravděpodobně byl bezvěžový a mohl patřit ke hradům s plášťovou zdí.